# Pruzsinszky Pál
Pruzsinszky Pál (Ungvár, 1862. január 12. – Budapest, 1926. augusztus 29.) kilépett piarista szerzetes, később református lelkész, teológus, filozófiai doktor, egyháztörténész, a Budapesti Református Teológiai Akadémia tanára 20 éven át.

## Élete
Pruzsinszky János kötélgyártómester és Vitkóczy Zsuzsanna fiaként született. Középiskolai tanulmányait az ottani főgimnáziumban elvégezve, 1881-ben a Budapesti Tudományegyetemen bölcseleti előadásokat hallgatott. 1882-ben a kegyes tanítórendbe lépett. Mint tanár működött Tatán, majd Budapesten. 1890-ben a rendből kilépett és 1891. szeptember 1-jén Karcagon, 1893-ban a kisújszállási főgimnáziumban nyert tanári állást, ahol egyben igazgatónak is megválasztották. Miután 1890-ben történelemből és latinból tanári vizsgát tett, 1895-ben bölcseletdoktori oklevelet nyert. 1897-ben a Budapesti Református Főgimnáziumhoz választották meg és 1902-ben a Budapesti Református Teológiai Akadémia lelkészvizsgáló bizottsága előtt lelkészi vizsgát tett. 1906 őszétől filozófiát (akkori nevén bölcsészetet) tanított itt, majd 1909-ben az egyháztörténeti tanszékre került át. Több külföldi egyetem díszdoktorrá, a Magyar Protestáns Irodalmi Társaság 1909-ben választmányi tagjává választotta. 1926-ban hunyt el Budapesten 64 éves korában.

## Művei

### Folyóiratcikkek
Főbb cikkei az Ébresztőben (1901. és 1902. Kálváni János ifjúsága); a Protestáns Egyházi és Iskolai Lapokban (1901. Faber Stapulensis theologiai munkái); az Urániában (1902. Napoleon első felesége, 1904. A Carolina Resolutio intézményei). A Pallas Nagy Lexikonába világtörténelmi vonatkozású cikkeket írt. Nagyobb folyóirat tanulmányai, könyvfejezetei: 
- Kálvin leveleiről (Prot. Szle, 1909), Kálvin János prédikációi (Lelkészegyesület, 1911). Ráday Pál (Prot. Szle, 1912), A lyoni vértanú-theologusok és Kálvin János (Lelkészegyesület, 1915). Benkő József (Uo.).  A magyar reformáció bajnokai („A magyar reformáció könyve” c. füzetben). (Debrecen. 1917) Az egyetemes egyháztörténelem a reformáció után következő századokban (Theol. Értesítő, 1917).

### Önállóan megjelent művek
- Vergilius hasonlatairól. Tata, 1887 (Ism. Egyet. Philol. Közlöny, 1888)
- A franczia földmívelő osztály a forradalom előtt. Tata, 1888
- A franczia egyház a forradalom alatt. Pressensé sat. nyomán. Karczag, 1894 (Különnyomat a karczagi ev. ref. főgymnasium Értesítőjéből)
- A kisujszállási ev. ref. főgymnasium története. Mező-Túr, 1896
- A magyar földmívelő osztály a török hódítás után. Budapest, 1898
- XII. Károly svéd király története. Irta Votaire, ford. Budapest, 1902
- Zwingli Ulrich: Commentarius, vagyis az igaz és a hamis vallásnak magyarázata. Ford. Uo. 1905 (Tüdős Istvánnal együtt)
- Kálvin (2 k.). (Pápa, 1909–1910, Református Egyházi Könyvtár-sorozat)
- Kálvin levelei a nőkhöz (Budapest, 1909)
- Kálvin egyénisége (Az „Emlékezés Kálvinról” c. könyvben). (Budapest, 1909)
- A budapesti ref. theol. akadémia Ráday könyvtárának múltja (Budapest, 1913)
- Bod Péter és kiválóbb egyházi munkái (Budapest, 1913)
- Hitünk hősei a 16. században (Budapest, 1914. A Protestáns Irodalmi Társaság Házi Kincstára)
- Farkas József emlékezete (Budapest, 1917)
- A magyar protestáns egyházak történetének rövid áttekintése (Budapest, 1917)
- A budapesti kálvintéri templom (Budapest, 1921)
- A magyarországi prot. egyház története (Budapest, 1921)
- Szilassy Aladár (Budapest, 1922)
- Brousson, a hugenotta ügyvéd (Budapest, 1924)
- Hugenotta asszonyok, hugenotta lányok (Budapest, 1924)
- A pásztorok és a nyáj (Budapest, 1925)
- A camisard-ok (Budapest, 1926)

Lefordította Rudolf Sohm (1841–1917) egyháztörténetét (Rövid egyháztörténet, Franklin-Társulat Magyar Irod. Intézet és Könyvnyomda, Budapest, 1922).